# Dreis-Tiefenbach
Dreis-Tiefenbach ist der zweitgrößte Stadtteil von Netphen im Kreis Siegen-Wittgenstein in Nordrhein-Westfalen. Es ist 7,4 km² groß und hat 5192 Einwohner (Stand: 30. Juni 2022).

## Geographie

### Lage
Dreis-Tiefenbach liegt etwa 3,5 km westlich der Netphener Kernstadt und 5 km nordnordöstlich jener von Siegen. Es befindet sich auf etwa 262 bis 350 m Höhe. In der Nähe des Ortes liegt der Dreisbacher Berg (426 m). Durch den Ort fließt die Sieg, Zuflüsse sind der Dreisbach und der Zinsenbach. Die Umgebung der Ortschaft besteht aus relativ großflächigen Mischwäldern und weiten Fluren.

### Nachbarorte
Nachbarorte von Dreis-Tiefenbach sind die zu Netphen gehörenden Stadtteile Eckmannshausen im Norden, Oelgershausen im Nordosten und Netphen selbst im Osten sowie die Siegener Stadtteile Breitenbach im Südosten, Bürbach im Süden, Weidenau im Südwesten, Niedersetzen im Westen und Obersetzen im Nordwesten.

## Geschichte

### Überblick
Die erste urkundliche Erwähnung des Ortes findet sich 1239. Um 1300 wurden neben dem Ort Dreisbach noch eine Mühle genannt. Im späten 19. Jahrhundert entstand der Ort durch das Zusammenwachsen der Orte „Dreisbach“ und „Tiefenbach“. 1885 wird der Ort noch als Dreisbach-Tiefenbach bezeichnet.
1469 wurde die „Sankt Leonhards-Kapelle“ erwähnt. Sie wurde seit 1651 simultan genutzt und bereits 1895 abgerissen. Eine katholische Kapelle des Ortes wurde 1862/63 erbaut und bestand bis 1953. Am 20. Juli 1881 richtete ein Unwetter nach wochenlang anhaltender Hitze schwere Schäden im Ort an.
Die evangelische Pfarrkirche steht seit 1933/34 auf dem Liesch. 1819 wurde eine katholische Schule gebaut, die 1928 durch eine neue ersetzt wurde. 1910 entstand die Freiwillige Feuerwehr, neun Jahre später gründete sich der Sportverein „SV 1919 Dreis-Tiefenbach e. V.“.
Bis zur kommunalen Neugliederung gehörte der Ort dem Amt Netphen an. Am 1. Januar 1969 wurde der Ort in die Großgemeinde Netphen eingegliedert. Seit dem Januar 2000 ist Dreis-Tiefenbach ein Stadtteil der Stadt Netphen.

### Einwohnerzahlen
Einwohnerzahlen des Ortes:
| Jahr | Einwohner |
| ---- | --------- |
| 1818 | 5571      |
| 1885 | 9841      |
| 1895 | 10502     |
| 1905 | 13521     |
| 1910 | 14521     |
| 1925 | 21731     |
| 1933 | 2209      |

| Jahr | Einwohner |
| ---- | --------- |
| 1939 | 2391      |
| 1950 | 3240      |
| 1961 | 4063      |
| 1965 | 4338      |
| 1967 | 4280      |
| 1994 | 5531      |
| 2005 | 5118      |

| Jahr | Einwohner |
| ---- | --------- |
| 2009 | 5167      |
| 2012 | 5156      |
| 2013 | 5073      |
| 2015 | 4942      |
| 2017 | 5241      |
| 2021 | 5154      |
| 2022 | 5192      |

1Dreisbach: 503 Einwohner, Tiefenbach: 481 Einwohner 

2Dreisbach: 566 Einwohner, Tiefenbach: 484 Einwohner

## Politik
Derzeitiger (Stand: Dezember 2020) Ortsbürgermeister ist Oliver Galster.

### Ehemalige Ortsvorsteher
- Georg Schäffer († 28. Dezember 2000)[14]
- Karl-Heinz Flender
- Karin Frerichs-Schneider
- Dieter Barabas
- Volker Laske
- Horst Völkel
- Reinhard Kämpfer

## Verkehr
Dreis-Tiefenbach liegt an der B 62, die zwischen Siegen und Dreis-Tiefenbach in eine Abzweigung der Hüttentalstraße übergeht. Außerdem verfügt der Ort über einen Bahnhof an der Kleinbahn Weidenau–Deuz, der jedoch stillgelegt wurde. Dreis-Tiefenbach ist außerdem an das Verkehrsnetz der VWS angeschlossen.

## Soziale Einrichtungen
Der Ort hat eine Grundschule, vier Kindergärten, fünf Bolzplätze, acht Spielplätze und einen Sportplatz. Außerdem steht für Feiern eine Grillhütte bereit. Daneben hat Dreis-Tiefenbach folgende soziale und öffentliche Einrichtungen:
| - Jugendfreizeitstätte - Ev. Gemeindehaus des CVJM und kirchliche Gemeinschaft - Dreisbachhalle | - Kunstturnleistungszentrum - Schützenhaus - Friedhof | - Freiwillige Feuerwehr - DRK - Versammlungshaus der Darbysten in der Wernsbach |

## Sehenswürdigkeiten
Zahlreiche Wanderparkplätze gibt es um Dreis-Tiefenbach. Von dort kann man um den Ort und im Naturpark Sauerland-Rothaargebirge wandern.
Die „Alte Burg“ in der Ortsmitte ist eine alte Zungenburg aus dem 12. Jahrhundert, liegt auf ca. 320 Höhe und ist ein guter Aussichtspunkt auf den Ort und sein Umland.
1715 wurde das Haus Pithan erbaut, dort haben die Gewerke des 400 Jahre alten Eisenhammers gewohnt. 2003 kaufte der Heimatverein das Haus und renovierte es bis 2006. Auf zwei Etagen wird vom Verein eine Ausstellung zum Thema Eisenverhüttung und -verarbeitung gezeigt.

## Persönlichkeiten
- Wilhelm Weyer (1891–1971); Heimatforscher und Pädagoge